# Tayrac (Aveyron)
Tayrac è un comune francese di 178 abitanti situato nel dipartimento dell'Aveyron nella regione dell'Occitania.

## Società

### Evoluzione demografica
Abitanti censiti